# Olympische Sommerspiele 1992/Tischtennis – Doppel (Männer)
Das Männerdoppel im Tischtennis bei den Olympischen Spielen 1992 in Barcelona wurde vom 28. Juli bis 4. August im Poliesportiu Estació del Nord ausgetragen. Im Vergleich zu den Spielen vier Jahre zuvor wurde kein Spiel um Bronze ausgetragen, stattdessen erhielten beide Halbfinalisten eine Bronzemedaille.

## Gruppenphase

### Gruppe A
| Rang | Athleten                       | S | N | Sätze | Sätze | Punkte | Punkte |     | Korea Sud | Schweden | Osterreich |
| ---- | ------------------------------ | - | - | ----- | ----- | ------ | ------ | --- | --------- | -------- | ---------- |
| 1    | Kang Hee-chan / Lee Chul-seung | 2 | 0 | 4     | 1     | 102    | 76     | —   | 2:1       | 2:0      |            |
| 2    | Erik Lindh / Jörgen Persson    | 1 | 1 | 3     | 2     | 96     | 93     | 1:2 | —         | 2:0      |            |
| 3    | Erich Amplatz / Ding Yi        | 0 | 2 | 0     | 4     | 55     | 84     | 0:2 | 0:2       | —        |            |

### Gruppe B
| Rang | Athleten                         | S | N | Sätze | Sätze | Punkte | Punkte |     | China Volksrepublik | Kroatien | Korea Nord | Peru |
| ---- | -------------------------------- | - | - | ----- | ----- | ------ | ------ | --- | ------------------- | -------- | ---------- | ---- |
| 1    | Lü Lin / Wang Tao                | 3 | 0 | 6     | 1     | 142    | 86     | —   | 2:1                 | 2:0      | 2:0        |      |
| 2    | Zoran Primorac / Dragutin Šurbek | 2 | 1 | 5     | 2     | 123    | 116    | 1:2 | —                   | 2:0      | 2:0        |      |
| 3    | Choi Gyong-sob / Li Gun-sang     | 1 | 2 | 2     | 4     | 96     | 107    | 0:2 | 0:2                 | —        | 2:0        |      |
| 4    | Walter Nathan / Yair Nathan      | 0 | 3 | 0     | 6     | 74     | 126    | 0:2 | 0:2                 | 0:2      | —          |      |

### Gruppe C
| Rang | Athleten                            | S | N | Sätze | Sätze | Punkte | Punkte |     | Deutschland | Japan | Frankreich | Chile |
| ---- | ----------------------------------- | - | - | ----- | ----- | ------ | ------ | --- | ----------- | ----- | ---------- | ----- |
| 1    | Steffen Fetzner / Jörg Roßkopf      | 3 | 0 | 6     | 0     | 128    | 99     | —   | 2:0         | 2:0   | 2:0        |       |
| 2    | Kōji Matsushita / Hiroshi Shibutani | 2 | 1 | 4     | 2     | 117    | 82     | 0:2 | —           | 2:0   | 2:0        |       |
| 3    | Nicolas Chatelain / Patrick Chila   | 1 | 2 | 2     | 4     | 105    | 110    | 0:2 | 0:2         | —     | 2:0        |       |
| 4    | Angusto Morales / Marcos Núñez      | 0 | 3 | 0     | 6     | 67     | 126    | 0:2 | 0:2         | 0:2   | —          |       |

### Gruppe D
| Rang | Athleten                           | S | N | Sätze | Sätze | Punkte | Punkte |     | Korea Sud | Belgien | Brasilien |
| ---- | ---------------------------------- | - | - | ----- | ----- | ------ | ------ | --- | --------- | ------- | --------- |
| 1    | Kim Taek-soo / Yoo Nam-kyu         | 2 | 0 | 4     | 0     | 84     | 50     | —   | 2:0       | 2:0     |           |
| 2    | Jean-Michel Saive / Philippe Saive | 1 | 1 | 2     | 2     | 68     | 65     | 0:2 | —         | 2:0     |           |
| 3    | Hugo Hoyama / Cláudio Kano         | 0 | 2 | 0     | 4     | 47     | 84     | 0:2 | 0:2       | —       |           |

### Gruppe E
| Rang | Athleten                             | S | N | Sätze | Sätze | Punkte | Punkte |     | Olympia | Schweden | Japan | Indien |
| ---- | ------------------------------------ | - | - | ----- | ----- | ------ | ------ | --- | ------- | -------- | ----- | ------ |
| 1    | Slobodan Grujić / Ilija Lupulesku    | 3 | 0 | 6     | 1     | 137    | 120    | —   | 2:1     | 2:0      | 2:0   |        |
| 2    | Mikael Appelgren / Jan-Ove Waldner   | 2 | 1 | 5     | 2     | 143    | 115    | 1:2 | —       | 2:0      | 2:0   |        |
| 3    | Kinjiro Nakamura / Takehiro Watanabe | 1 | 2 | 2     | 4     | 99     | 116    | 0:2 | 0:2     | —        | 2:0   |        |
| 4    | Kamlesh Mehta / Sujay Ghorpade       | 0 | 3 | 0     | 6     | 98     | 126    | 0:2 | 0:2     | 0:2      | —     |        |

### Gruppe F
| Rang | Athleten                           | S | N | Sätze | Sätze | Punkte | Punkte |     | Vereintes Team | Korea Nord | Spanien | Vereinigte Staaten |
| ---- | ---------------------------------- | - | - | ----- | ----- | ------ | ------ | --- | -------------- | ---------- | ------- | ------------------ |
| 1    | Andrei Masunow / Dmitri Masunow    | 3 | 0 | 6     | 1     | 142    | 116    | —   | 2:1            | 2:0        | 2:0     |                    |
| 2    | Kim Jin-myong / Kim Song-hui       | 2 | 1 | 5     | 2     | 144    | 130    | 1:2 | —              | 2:0        | 2:0     |                    |
| 3    | Roberto Casares / José María Pales | 1 | 2 | 2     | 5     | 118    | 142    | 0:2 | 0:2            | —          | 2:1     |                    |
| 4    | Jim Butler / Sean O’Neill          | 0 | 3 | 1     | 6     | 129    | 145    | 0:2 | 0:2            | 1:2        | —       |                    |

### Gruppe G
| Rang | Athleten                     | S | N | Sätze | Sätze | Punkte | Punkte |     | China Volksrepublik | Vereinigtes Konigreich | Nigeria | Kuba |
| ---- | ---------------------------- | - | - | ----- | ----- | ------ | ------ | --- | ------------------- | ---------------------- | ------- | ---- |
| 1    | Ma Wenge / Yu Shentong       | 3 | 0 | 6     | 1     | 142    | 98     | —   | 2:0                 | 2:1                    | 2:0     |      |
| 2    | Alan Cooke / Carl Prean      | 2 | 1 | 4     | 3     | 136    | 115    | 0:2 | —                   | 2:0                    | 2:1     |      |
| 3    | Yomi Bankole / Segun Toriola | 1 | 2 | 3     | 4     | 123    | 139    | 1:2 | 0:2                 | —                      | 2:0     |      |
| 4    | Ruben Arado / Santiago Roque | 0 | 3 | 1     | 6     | 97     | 146    | 0:2 | 1:2                 | 0:2                    | —       |      |

### Gruppe H
| Rang | Athleten                           | S | N | Sätze | Sätze | Punkte | Punkte |     | Frankreich | Polen | Nigeria | Neuseeland |
| ---- | ---------------------------------- | - | - | ----- | ----- | ------ | ------ | --- | ---------- | ----- | ------- | ---------- |
| 1    | Damien Éloi / Jean-Philippe Gatien | 3 | 0 | 6     | 1     | 143    | 119    | —   | 2:1        | 2:0   | 2:0     |            |
| 2    | Andrzej Grubba / Leszek Kucharski  | 2 | 1 | 5     | 2     | 143    | 107    | 1:2 | —          | 2:0   | 2:0     |            |
| 3    | Atanda Musa / Sule Olaleye         | 1 | 2 | 2     | 4     | 98     | 112    | 0:2 | 0:2        | —     | 2:0     |            |
| 4    | Hagen Bower / Peter Jackson        | 0 | 3 | 0     | 6     | 80     | 126    | 0:2 | 0:2        | 0:2   | —       |            |

## Finalrunde
|  | Viertelfinale | Viertelfinale                   | Viertelfinale                  | Viertelfinale | Viertelfinale | Viertelfinale | Viertelfinale                     |                                    |                                | Halbfinale | Halbfinale | Halbfinale | Halbfinale | Halbfinale | Halbfinale | Halbfinale |  |  | Finale | Finale | Finale | Finale | Finale | Finale | Finale |
|  |               |                                 |                                |               |               |               |                                   |                                    |                                |            |            |            |            |            |            |            |  |  |        |        |        |        |        |        |        |
|  | A1            | Kang Hee-chan / Lee Chul-seung  | 21                             | 21            | 14            | 17            | 21                                |                                    |                                |            |            |            |            |            |            |            |  |  |        |        |        |        |        |        |        |
|  | G1            | Ma Wenge / Yu Shentong          | 18                             | 9             | 21            | 21            | 18                                |                                    |                                |            |            |            |            |            |            |            |  |  |        |        |        |        |        |        |        |
|  | G1            | Ma Wenge / Yu Shentong          | 18                             | 9             | 21            | 21            | 18                                | A1                                 | Kang Hee-chan / Lee Chul-seung | 15         | 22         | 20         |            |            |            |            |  |  |        |        |        |        |        |        |        |
|  |               |                                 |                                |               |               |               |                                   | A1                                 | Kang Hee-chan / Lee Chul-seung | 15         | 22         | 20         |            |            |            |            |  |  |        |        |        |        |        |        |        |
|  |               | C1                              | Steffen Fetzner / Jörg Roßkopf | 21            | 24            | 22            |                                   |                                    |                                |            |            |            |            |            |            |            |  |  |        |        |        |        |        |        |        |
|  | E1            | C1                              | Steffen Fetzner / Jörg Roßkopf | 21            | 24            | 22            | Slobodan Grujić / Ilija Lupulesku | 18                                 | 13                             | 17         |            |            |            |            |            |            |  |  |        |        |        |        |        |        |        |
|  | E1            |                                 |                                |               |               |               |                                   |                                    | 13                             | 17         |            |            |            |            |            |            |  |  |        |        |        |        |        |        |        |
|  | C1            | Steffen Fetzner / Jörg Roßkopf  | 21                             | 21            | 21            |               |                                   |                                    |                                |            |            |            |            |            |            |            |  |  |        |        |        |        |        |        |        |
|  |               |                                 |                                |               |               |               |                                   | C1                                 | Steffen Fetzner / Jörg Roßkopf | 24         | 21         | 18         | 21         | 14         |            |            |  |  |        |        |        |        |        |        |        |
|  |               | B1                              | Lü Lin / Wang Tao              | 26            | 18            | 21            | 13                                | 21                                 |                                |            |            |            |            |            |            |            |  |  |        |        |        |        |        |        |        |
|  | D1            | Kim Taek-soo / Yoo Nam-kyu      | 21                             | 26            | 21            |               |                                   |                                    |                                |            |            |            |            |            |            |            |  |  |        |        |        |        |        |        |        |
|  | F1            | Andrei Masunow / Dmitri Masunow | 15                             | 24            | 15            |               |                                   |                                    |                                |            |            |            |            |            |            |            |  |  |        |        |        |        |        |        |        |
|  | F1            | Andrei Masunow / Dmitri Masunow | 15                             | 24            | 15            | D1            | Kim Taek-soo / Yoo Nam-kyu        | 21                                 | 17                             | 13         | 15         |            |            |            |            |            |  |  |        |        |        |        |        |        |        |
|  |               |                                 |                                |               |               |               |                                   | 21                                 | 17                             | 13         | 15         |            |            |            |            |            |  |  |        |        |        |        |        |        |        |
|  |               | B1                              | Lü Lin / Wang Tao              | 13            | 21            | 21            | 21                                |                                    |                                |            |            |            |            |            |            |            |  |  |        |        |        |        |        |        |        |
|  | H1            | B1                              | Lü Lin / Wang Tao              | 13            | 21            | 21            | 21                                | Damien Éloi / Jean-Philippe Gatien | 14                             | 21         | 13         | 20         |            |            |            |            |  |  |        |        |        |        |        |        |        |
|  | H1            |                                 |                                |               |               |               |                                   |                                    | 14                             | 21         | 13         | 20         |            |            |            |            |  |  |        |        |        |        |        |        |        |
|  | B1            | Lü Lin / Wang Tao               | 21                             | 18            | 21            | 22            |                                   |                                    |                                |            |            |            |            |            |            |            |  |  |        |        |        |        |        |        |        |